# Tetramorium distinctum
Tetramorium distinctum är en myrart som först beskrevs av Bolton 1976.  Tetramorium distinctum ingår i släktet Tetramorium och familjen myror. Inga underarter finns listade i Catalogue of Life.